# Ghassán Kanafání
Ghassán Fájiz Kanafání (arabsky غسان فايز كنفاني‎; 8. dubna 1936 Akko – 8. července 1972 Bejrút) byl palestinský spisovatel a politik, považovaný za předního romanopisce své generace a jednoho z nejvýznamnějších palestinských spisovatelů arabského světa. Jeho dílo bylo přeloženo do více než 17 jazyků.
Narodil se roku 1936 v Akku v Britském mandátu Palestina. Jeho rodina byla během první arabsko-izraelské války v roce 1948 nucena opustit svůj domov. Rodina se usadila v syrském Damašku, kde Kanafání dokončil základní vzdělání. Následně se stal učitelem vysídlených palestinských dětí a začal pro ně psát povídky. V roce 1952 začal studovat arabskou literaturu na Damašské univerzitě, avšak studium nedokončil kvůli napojení na Arabské nacionalistické hnutí. Později se přestěhoval do Kuvajtu a poté do Bejrútu, kde se začal věnovat marxismu.
V roce 1961 se oženil s Anni Høver, dánskou pedagožkou a aktivistkou za práva dětí, s níž měl dvě děti. Psal články do řady arabských časopisů. V roce 1963 napsal román Muži na slunci a jiné povídky, který získal široký ohlas. V roce 1967 vstoupil do Lidové fronty pro osvobození Palestiny (LFOP) a stal se jejím mluvčím. O dva roky později vypracoval program LFOP, jímž hnutí oficiálně přijalo marxismus-leninismus.
V roce 1972 byl spolu se svou sedmnáctiletou neteří zabit bombou nastraženou v jeho autě agenty Mosadu. Izrael uvedl, že se jednalo o odplatu za roli, kterou LFOP sehrála při masakru na letišti Lod.

## Česká vydání
- Muži na slunci a jiné povídky (1982 v nakladatelství Svoboda)